# Роман Горшек
Роман Горшек (Београд, 4.октобар 1970) српски је музички продуцент, аранжер, композитор и оснивач музичке и видео продукције РАпродукција.

## Биографија
За време похађања средње школе, кратко се бавио новинарством и сарађивао са часописом НОН, радио као новинар у „Прекобројном часу”, емисији за младе радија Студио Б и „Ритму срца”, као и многим другим емисијама радија Б92. Студирао је на одсеку Светке књижевности на Филолошком факултету и на одсеку Психологије на Филозофском факултету у Београду.
Романови музички почеци везани су за бенд Еуфорија, са којим 1987. године објављује истоимено издање за прву независну издавачку кућу „Нова Александрија”. Следи сарадња са бендом „Казна за уши”, а са групом Пресинг 1991. године снима албум „Прича о тотему...”. Годину дана касније, са пријатељима Игором Перовићем и Миладином Радивојевићем оснива рок бенд Плејбој. Ређају се издања: „Свирај, дечко” (1994, Б92/ДЕ продукција), „Заједно - Знај” (1995, Б92/ДЕ продукција) и „Overdrive” (1997, ДЕ продукција). Група Плејбој је деведесетих година имала шири социолошки и културолошки значај у односу на друге рок бендове тог времена, па се поред рок, бенд бавио компоновањем и примењене музике и то за рекламе, филмове и позоришне представе (музика за хит-представу Битеф театра „Тринидад”, 1993; музика за филм До коске 1995, укључујући хип-хоп химну „Кокане”.
Упоредо са радом у групи Плејбој, Роман почиње да се бави музичком продукцијом и у сарадњи са Александром Ковач и 2001. године оснива компанију РАпродукција, која се бави музичком и видео-продукцијом, подршком младих талената и маркетингом.
РАпродукција издаје Александрин макси-сингл „You and me” 2001. године, а четири године касније и њен први солистички албум „Мед и млеко” који Роману доноси МТВ награду 2006. године за музичког продуцента,  на Европским МТВ наградама у Копенхагену.
2009. године РАпродукција оснива школу певања „Београдски глас” и објављује музичка издања која промовишу највеће таленте школе („Београдски глас 10” и „Београдски глас 11”).
Последњих петнаест година Роман се успешно бави музичком продукцијом популарне и примењене музике. Заслужан је за продукцију свих издања Александре Ковач, групе Плејбој, извођача Шазалаказу, Газда Паја, The Hoods, Реал Пјано трио, Илије Михаиловића, Јелене Жнидарић и регионалних поп извођача Александре Радовић, Габи Новак, Иване Киндл, Весне Писаревић, Жака Хоудека, Сандија Ценова, Дина. Компоновао је и продуцирао музику за велики број позоришних представа („Мирис кише на Балкану”, „Доручак код Тифанија”, „Бура”, „Капетан Џон Пиплфокс”), реклама (Кока-кола, Вип мобајл, Телеком Србија, Горење) и ТВ серија („Лисице”), у сарадњи са Александром Ковач. Такође је продуцирао музику за хит оф-Бродвеј представу „Џеки и Мерилин” која је 2014. године имала своју премијеру у Лајон театру у Њујорку, као и за кратки анимирани филм „Separate lives” који је 2015. године номинован за награду за нови таленат на шкотским БАФТА наградама. Филм је такође номинован 2014. године за најбољу нову британску анимацију на Единбургшком међународном филмском фестивалу.
Роман Горшек и Александра Ковач су композитори музике за хит ТВ серије „Убице мог оца”, „Државни службеник”, „Певачица”, „Случај породице Бошковић”. Компоновали су и продуцирали музику за филмове „Заспанка за војнике” и „Дара из Јасеновца” Предрага Гаге Антонијевића, као и филм „Шавови”, редитеља Мише Терзића, који је награђен са две награде на 69. Берлинском фестивалу. Филм „Дара из Јасеновца” је био српски кандидат за награде Оскар и Златни глобус, 2021. године.
Роман је члан „The Society of Composers and Lyricists”, престижног америчког удружења филмских композитора.
Као део продукцијског тима учествовао је у многобројним добротворним акцијама:  Инцест траума центар / Савет Европе − кампања „1 in 5” против насиља над децом; Министарство за омладину и спорт − кампања „Играј за живот”; Фондација Ана и Владе Дивац / ЕФГ банка − кампања „Велико срце за мале људе” за обнову обданишта широм Србије.
У компанији РАпродукција поред музичке продукције, бавио се и извршном продукцијом догађаја и концерата као што су „VIP Tour Aleksandra Kovač 2007” (Београд, Нови Сад, Ниш, Суботица), „Launch party FOX TV” у Експо центру, концерти Александре Ковач (Коларчева задужбина, Башта СКЦ-а, Дом синдиката, Дом омладине Београда).
Живи и ради у Београду.